# Amsterdam (town, New York)
Pour les articles homonymes, voir Amsterdam (homonymie).
Ne doit pas être confondu avec Amsterdam (New York).
Amsterdam est une ville du comté de Montgomery, dans l'État de New York, aux États-Unis,. En 2010, elle comptait une population de 5 566 habitants.

## Démographie
Lors du recensement de 2010, la ville comptait une population de 5 566 habitants. Elle est estimée, en 2020, à 6 010 habitants.